# I, Tonya
I, Tonya là một phim hài đen tiểu sử do Craig Gillespie đạo diễn với kịch bản của  Steven Rogers. Bộ phim thuật lại cuộc đời của cựu vận động viên trượt băng nghệ thuật Tonya Harding và mối liên hệ của cô với cuộc tấn công đối thủ trên sân trượt Nancy Kerrigan năm 1994. Phim có các cuộc phỏng vấn với các nhân vật theo phong cách mockumentary thiết lập trong bối cảnh hiện đại, và kỹ thuật phá vỡ bức tường thứ tư. Margot Robbie (đồng sản xuất) đóng vai Harding, Sebastian Stan đóng vai Jeff Gillooly - chồng Harding, và Allison Janney đóng vai mẹ Harding - LaVona Golden; ngoài ra còn có các diễn viên Julianne Nicholson, Caitlin Carver, và Bobby Cannavale.
I, Tonya trình chiếu lần đầu tại Liên hoan phim quốc tế Toronto vào ngày 8 tháng 9 năm 2017 và được phát hành tại Mỹ vào ngày 8 tháng 12 năm 2017 và thu về 45 triệu đô la trên toàn thế giới với ngân sách 11 triệu đô la. Tại giải Oscar lần thứ 90, Janney thắng giải nữ diễn viên phụ xuất sắc nhất, với các đề cử giải nữ diễn viên chính xuất sắc nhất cho Robbie và dựng phim xuất sắc nhất. Bộ phim được 3 đề cử tại Giải Quả cầu vàng lần thứ 75, và giành được giải nữ diễn viên điện ảnh phụ xuất sắc nhất cho Janney. Tại Giải SAG lần thứ 24, bộ phim giành giải nữ diễn viên phụ xuất sắc nhất cho Janney và được đề cử cho giải nữ diễn viên chính xuất sắc nhất (Robbie). Tại giải BAFTA lần thứ 71, bộ phim có 5 đề cử, và giành giải nữ diễn viên phụ xuất sắc nhất cho Janney.